# جی آرتور پریتزکر

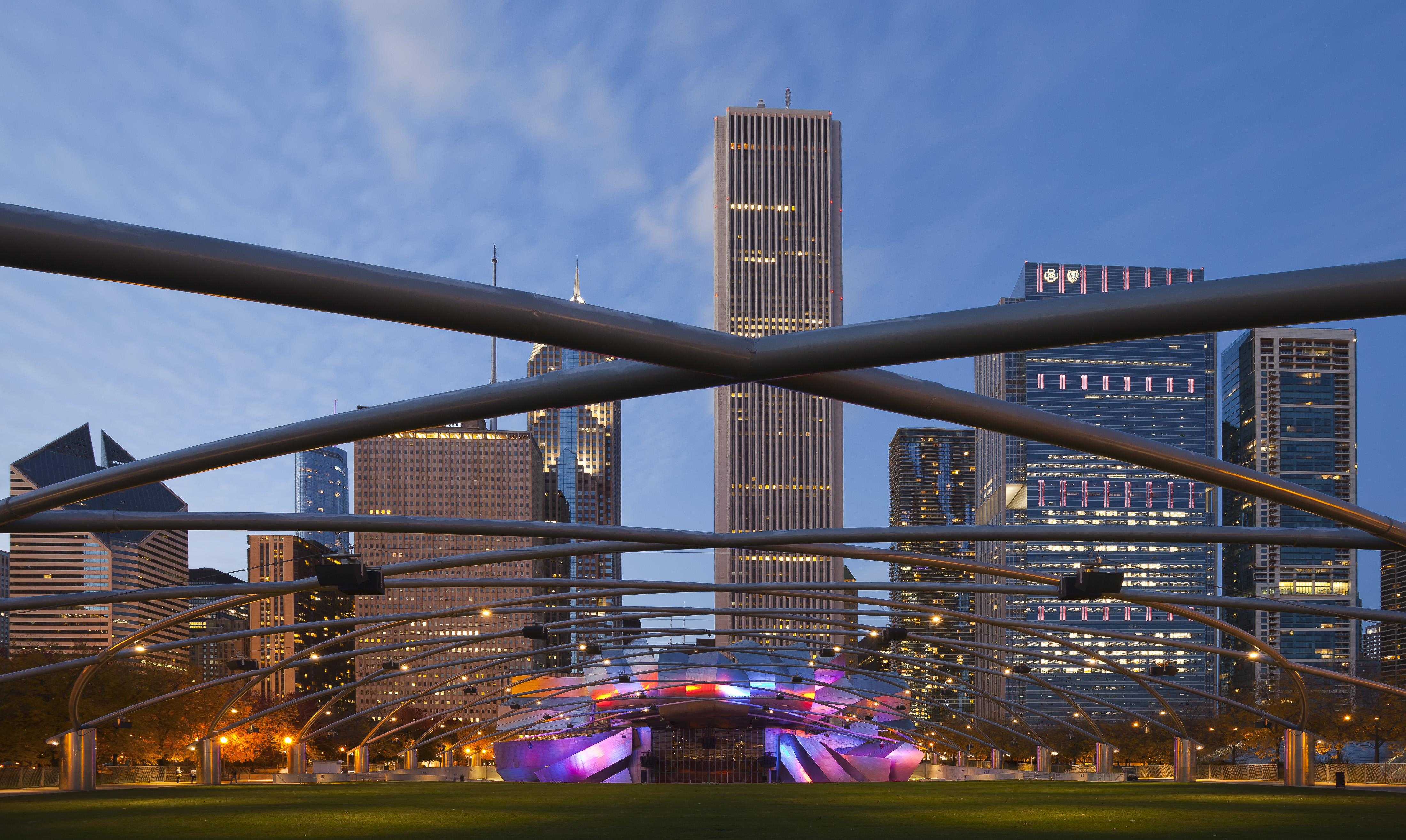
پاویون پریتزکر در شیکاگو

جی آرتور پریتزکر (انگلیسی: Jay Pritzker; ۲۶ اوت ۱۹۲۲ – ۲۳ ژانویهٔ ۱۹۹۹) کارآفرین و مؤسس شرکت‌های خوشه‌ای اهل ایالات متحده آمریکا و یکی از اعضای خانواده پریتزکر بود. او در خانواده‌ای یهودی در شیکاگو متولد شد و توانست در ۱۴ سالگی وارد دانشگاه شیکاگو شود و پس از کسب مدرک کارشناسی به مدرسه حقوق نورث‌وسترن رفت و در سال ۱۹۴۷ مدرک دکترای حقوق خود را از آنجا کسب کرد. پس از به ارث بردن دفتر حقوقی «پریتزکر و پریتزکر» که پدر و عمویش آن را تأسیس کرده بودند، پورتفولیوی سرمایه‌گذاری خود را تحت عنوان گروه مارمون تنوع بخشید. در سال ۱۹۵۷ نیز به همراه برادرش رابر پریتزکر شرکت هتل‌های‌هایت را تأسیس کرد.
او در ۱۹۷۹ جایزه معماری پریتزکر را بنیان گذاشت.